# Столпье
Столпье (пол. Stołpie) — село в Польше, относящееся к гмине Хелм, Хелмского повета Люблинского воеводства. В XIII веке — крепость Галицко-Волынского княжества. Расположено в 8 км северо-западнее Хелма на левом берегу реки Гарка (приток Угерки, бассейн Вислы).

## История
Столпье (др.-рус. Столпъ) впервые упомянуто в Галицко-Волынской летописи под 1208—1210 годами, когда краковский князь Лешек Белый заставил князя Александра Всеволодича передать князю Васильку Романовичу Белз в обмен на Угровеск, Верещин (ныне село Люблинского воеводства) и Комов (ныне село Кумув-Маёрацки Люблинского воеводства). Вскоре Александр Всеволодич потерял эти города, но уже в 1217—1218 годах князь Даниил Романович отнял их у Лешека Белого. Древнерусское Столпье представлено городищем (холм высотой 4-5 м и площадью более 400 м²), вплотную к которому примыкает каменная Столпьенская башня — одна из двух дошедших до наших дней башен волынского типа. Башня в плане прямоугольная снаружи (5,7x6,3 м) и круглая внутри, сохранилась на высоту до 19,5 м. Имела четыре яруса, самый высокий из которых составлял восьмиугольное в плане помещение с апсидой и выполнял функцию часовни.
В 2003—2005 годах польские ученые комплексно исследовали археологический памятник Столпье, реконструировав все этапы его истории. Судя по всему, Столпье было возведено как крепость на волынско-польском пограничье на рубеже XII—XIII веков волынским князем Романом Мстиславичем. Оно было основательно перестроено примерно в 1230-е годы, параллельно с сооружением новой княжеской резиденции – Холма. В этот период Столпье функционирует как укреплённый монастырь. По одной из версий, на этом этапе Столпье было монастырём-резиденцией вдовы Романа Мстиславича Анны, которая, согласно источникам, с 1220-х годов и до самой смерти (1253—1254) была монахиней. Третий этап истории Столпья начался в 1280-е годы, когда постройки были значительно перестроены и расширены. В это время была возведена и Столпьенская башня. Именно этот период характеризуется очередным обострением взаимоотношений между Романовичами и польскими князьями. На рубеже XIII—XIV веков Столпье претерпело разрушительный пожар и в дальнейшем в качестве города-крепости не восстанавливалось.

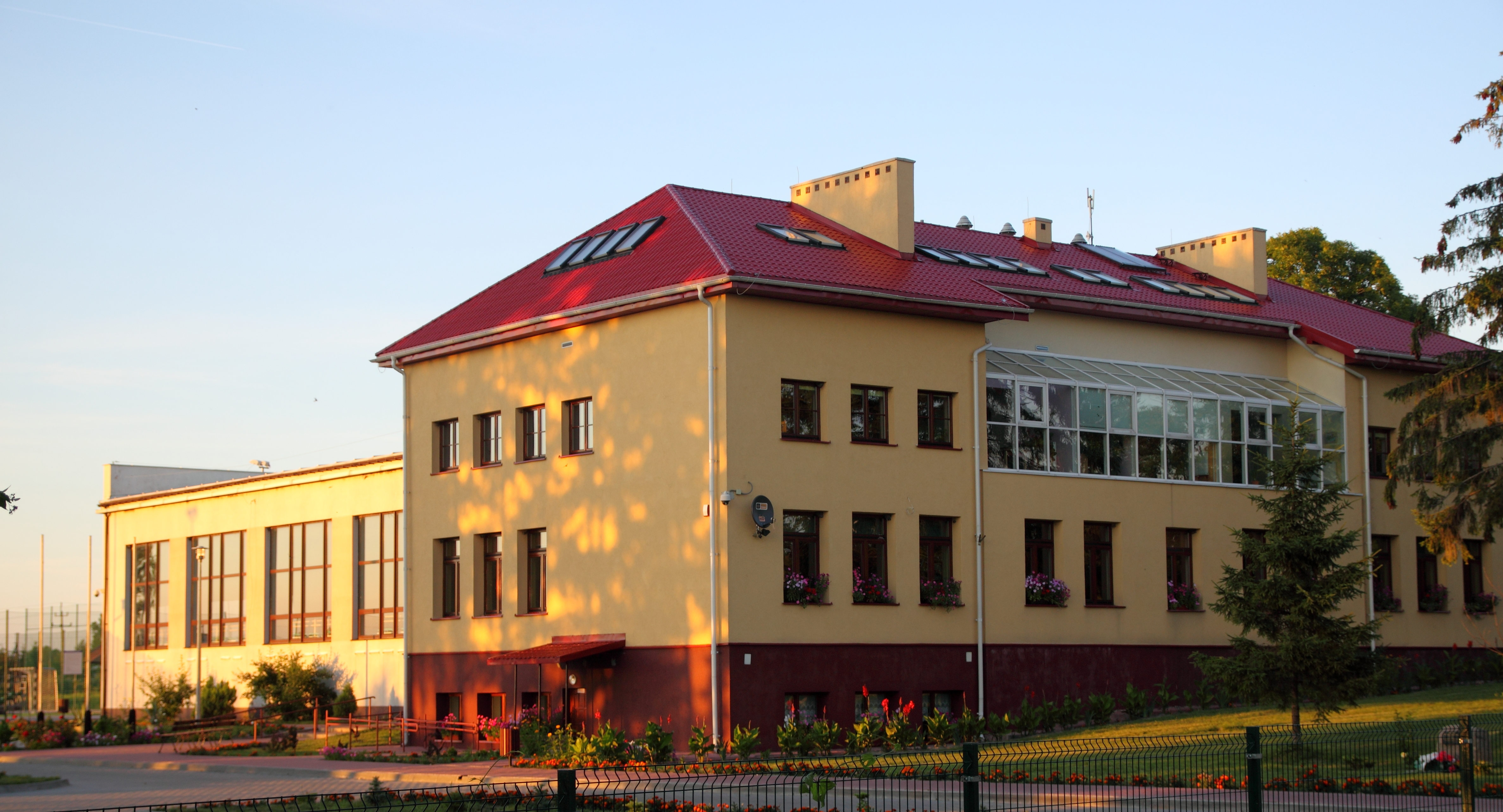
Школа в Столпье

Единичные упоминания Столпья встречаются и в исторических источниках XIV—XVI веков. В 1440 году впервые упоминается православная церковь в селе.
По данным этнографической экспедиции 1869—1870 годов под руководством Павла Чубинского, в селе преимущественно проживали греко-католики, говорившие на малороссийском языке.
В 1921 году село входило в состав гмины Став Холмского повета Люблинского воеводства Польской Республики. В 1975—1998 годах село относилось к Холмскому воеводству. По состоянию на 2011 год в Столпье проживало 170 человек